# Jean d'Orbais
Jean d'Orbais (ca. 1175 - 1231) fue un arquitecto francés del Gótico.
Fue el primer arquitecto de la catedral de Reims provenía de las obras que se realizaban en la iglesia abacial de Orbais. Tenía conocimiento de las catedrales de Laon, Chartres y Soissons, lo que le permitió realizar una síntesis admirable. 
Los trabajos de la catedral comenzaron del lado del arzobispado, partiendo del costado meridional del transepto y del coro. Se eleva la construcción del ábside, del transepto y del coro y se ejecuta gran parte de la nave, los seis grandes pilares del lado norte partiendo del crucero y dos del lado sur, los que separan el quinto intercolumnio. Las partes del coro parecen desplazar aún el nivel del triforio y comprenden las jambas de las ventanas altas hasta la carga por encima de los capiteles de las bóvedas.
D’Orbais construye gran parte de la nave, hasta el cuarto intercolumnio, y eleva los muros exteriores de los arcenes con ventanas, a excepción de la cornisa. Realizó los trabajos hasta el año 1228, en el que fue despedido por el arzobispo Henri de Braisne.